# 梅庫菲區
13°18′25″S 40°33′04″E / 13.307°S 40.551°E

梅庫菲區（葡萄牙語：Mecúfi），是莫桑比克的行政區，位於該國北部，由德爾加杜角省負責管轄，首府設於梅庫菲，面積1,254平方公里，2015年人口48,503，人口密度每平方公里39人。